# Марково (Минская область)
Марково (бел. Ма́ркава) — агрогородок в Молодечненском районе Минской области Беларуси. Административный центр Марковского сельсовета. Население 692 человека (2009).

## География
Марково находится в 16 км к западу от райцентра, города Молодечно и в 22 км к юго-востоку от Сморгони. В 5 км западнее проходит граница с Гродненской областью. Местность принадлежит бассейну Немана, через деревню протекает в своём верхнем течении река Годея, приток Уши. Через село проходит автодорога Р65 (Молодечно — Сморгонь), прочие дороги ведут в сторону Малиновщины и Трепалово.

## Инфраструктура
Располагаются: средняя школа, детский сад, библиотека, клуб, почта, амбулатория, магазины.  

## Культура
- Дом культуры

## События и мероприятия
- 2022 год — районный фестиваль "Дожинки"

## Достопримечательность
- Православная Троицкая церковь (1860)
- Деревянная часовня в центре села (1990)

- Каплица (XIX в.)

## Галерея

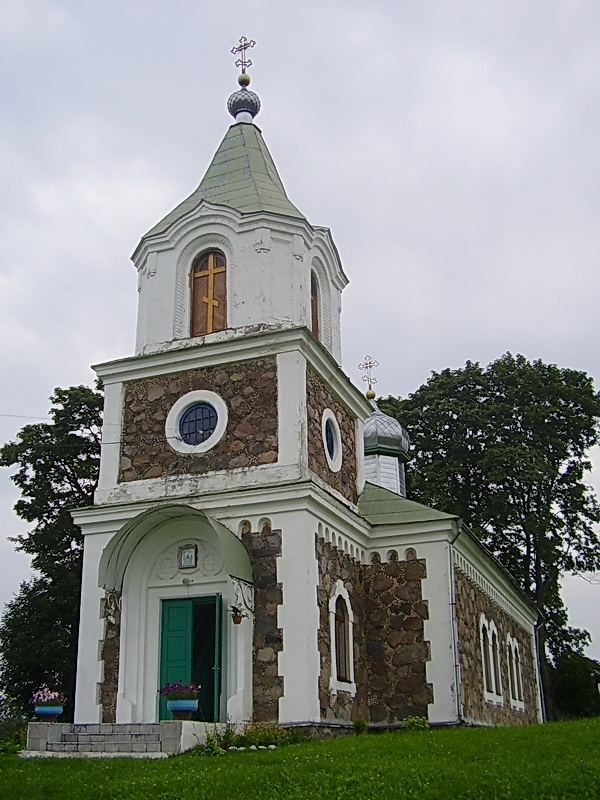
Свято-Троицкая церковь
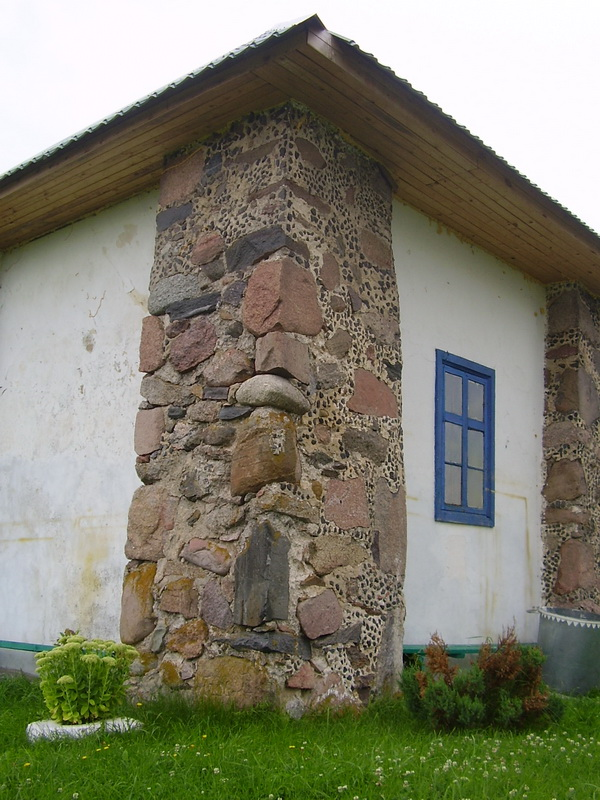
Часовня
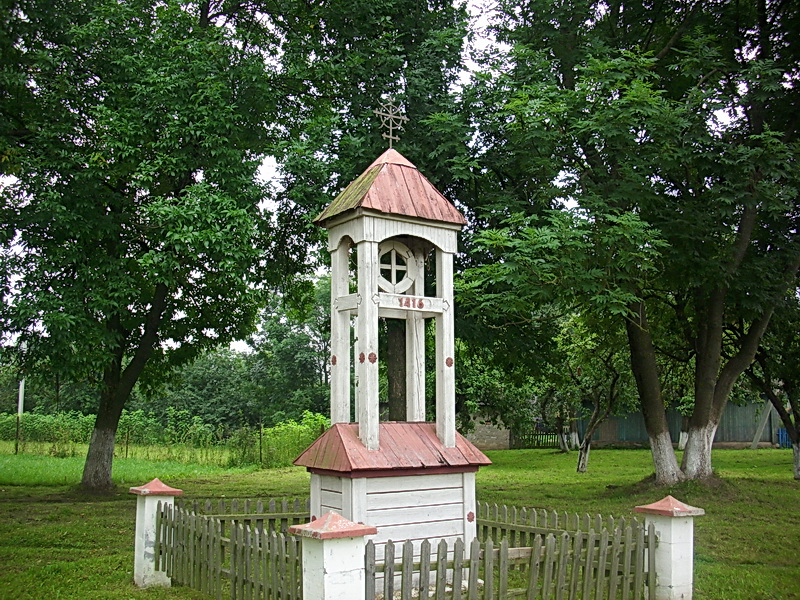
Каплица
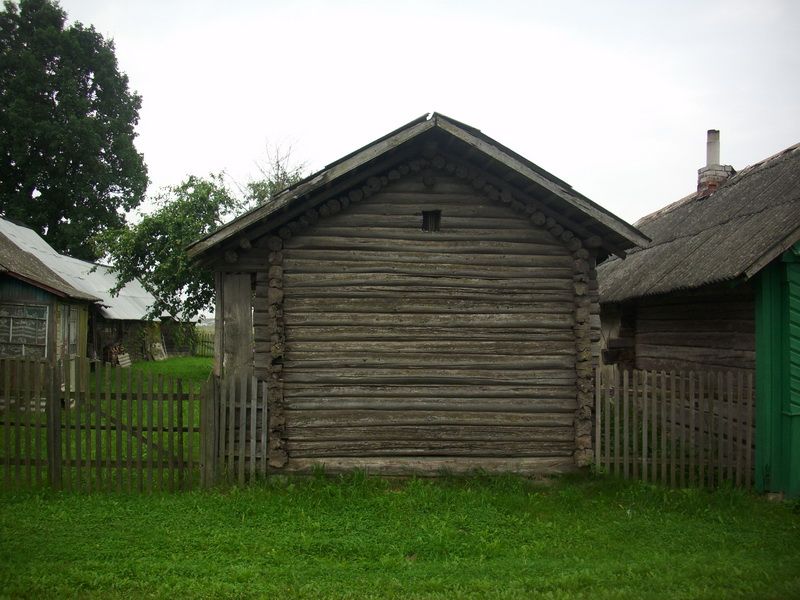
Архитектура